# Craig Blomberg
Craig Blomberg, nasceu em 1957, sendo considerado um dos pesquisadores mais importantes nas biografias de Jesus. Ele é professor sênior de Novo Testamento no Denver Seminary em Colorado. É autor de doze livros e co-autor ou co-editor de oito livros. Publicou dezenas de artigos em periódicos e capítulos de livro.